# Success (Nuevo Hampshire)
Success es un municipio ubicado en el condado de Coös en el estado estadounidense de Nuevo Hampshire. En el año 2010 tenía una población de 0 habitantes y una densidad poblacional de 0 personas por km².

## Geografía
Success se encuentra ubicado en las coordenadas 44°30′48″N 71°4′24″O / 44.51333, -71.07333. Según la Oficina del Censo de los Estados Unidos, el municipio tiene una superficie total de 147.66 km², de la cual 146,31 km² corresponden a tierra firme y (0,91 %) 1,34 km² es agua.

## Demografía
Según el censo de 2010, había 0 personas residiendo en Success. La densidad de población era de 0 hab./km². De los 0 habitantes, Success estaba compuesto por el 0 % blancos. Del total de la población el 0 % eran hispanos o latinos de cualquier raza.